# Andrieșeni
Andrieșeni là một xã thuộc hạt Iași, România. Dân số thời điểm năm 2002 là 4496 người.